# 경상남도진산학생교육원
경상남도진산학생교육원(慶尙南道晉山學生敎育院)은 지방교육자치에 관한 법률 제32조,초·중등교육법제28조,초·중등교육법 시행령제54조에 따라 학교생활 부적응 학생들에게 인성교육과 체험활동에 바탕을 둔 맞춤식 프로그램으로 학교 적응력을 향상시키기 위하여 경상남도교육청 산하에 설치된 소속기관이다.